# Mätinstrument

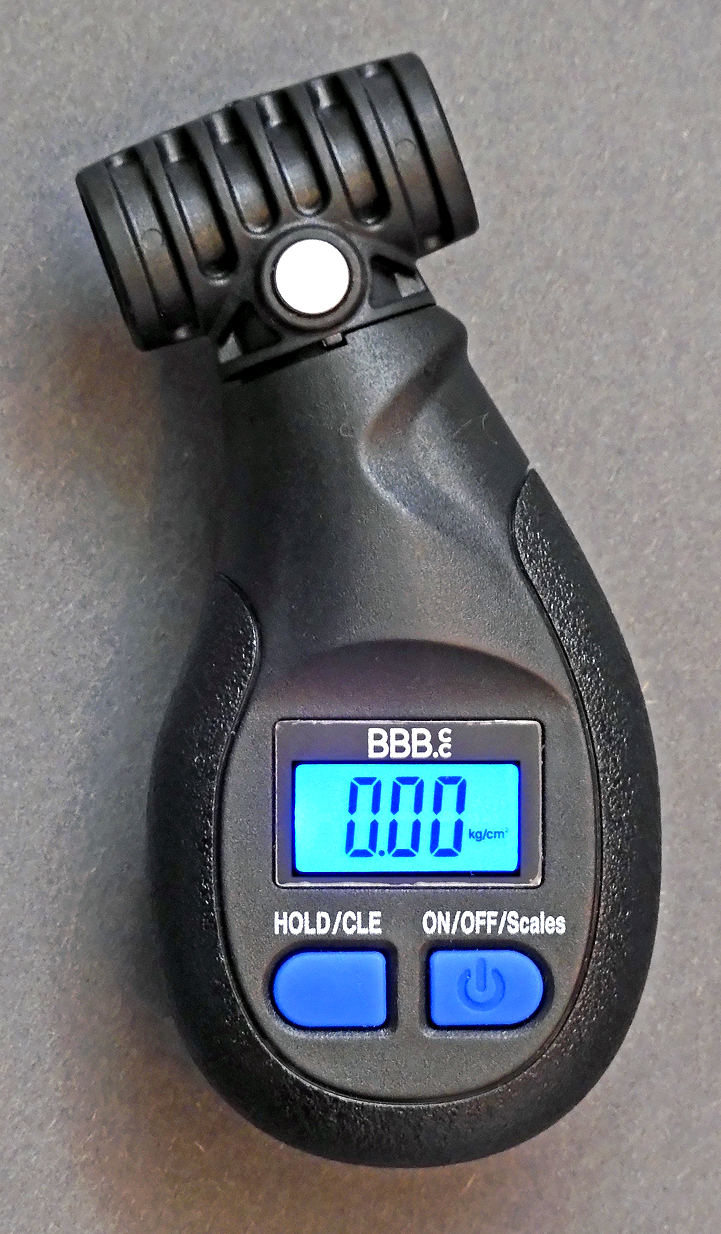
En Pneumeter är ett aktivt instrument, som omvandlar ett lufttryck till ett avläsbart värde, på bilden en handhållen pneumeter för mätning av lufttrycket i cykeldäck.

Ett mätinstrument eller ett mätdon är en anordning av fysisk eller immateriell konstruktion som används för att mäta en eller flera fysikaliska storheter. Mätinstrument kan indelas i två huvudkategorier, aktiva och materialiserade mätinstrument. Till de aktiva hör mätinstrumenten som omvandlar en storhet till ett värde som på något sätt visas för användaren, till exempel en voltmeter eller ett ur. De materialiserade mätinstrumenten är passiva och återger på ett varaktigt sätt ett mått, till exempel en vikt eller en linjal.